# William E.M. Pettee
William E.M. Pettee (1839 – Pennsylvania, 24 augustus 1891) was een Amerikaans componist, muziekpedagoog, dirigent en muziekuitgever.

## Levensloop
Pettee was muzikant in het 31e leger muziekkorps in Pennsylvania tot 10 augustus 1862. Hij was onder andere dirigent van het harmonieorkest "Our Band" in Howard (Kansas) en eigenaar van een muziekuitgeverij in Emporia (Kansas). Het is verder bekend, dat hij ook in Sharon (Pennsylvania) en in Plymouth (Massachusetts) woonachtig was. Hij was een van de pionieren van de originele en authentieke muziek voor harmonieorkesten voor 1880 in de Verenigde Staten van Amerika.

## Composities

### Werken voor harmonieorkest
- 1884 Cassandra
- Alma, andante & waltz
- Rival, ouverture